# Matijevići (żupania sisacko-moslawińska)
Matijevići – wieś w Chorwacji, w żupanii sisacko-moslawińskiej, w gminie Dvor. W 2011 roku liczyła 645 mieszkańców.